# Nivolas-Vermelle
 Nivolas-Vermelle  es una población y comuna francesa, en la región de Ródano-Alpes, departamento de Isère, en el distrito de La Tour-du-Pin y cantón de Bourgoin-Jallieu-Sud.

## Demografía
| 1187 | 1372 | 1699 | 1615 | 1638 | 1823 |
| Para los censos de 1962 a 1999 la población legal corresponde a la población sin duplicidades (Fuente: INSEE [Consultar]) |      |      |      |      |      |